# Egialea
Egialea (in greco antico: Αἰγιάλεια?, Aigiáleia) o Aegiale (in greco antico: Αἰγιάλη?, Aighiálē) o Eurialeia è un personaggio della mitologia greca. Fu una regina di Argo.

## Genealogia
Figlia di Adrasto e di Anfitea (figlia di Pronace), sposò Diomede.
Non sono noti nomi di progenie.
Potrebbe essere figlia di Egialeo anche se in genere è ritenuta sua sorella.

## Mitologia
Durante la guerra di Troia, ad Argo girava voce che alcuni uomini stessero tradendo le mogli con delle donne troiane e che quando la guerra fosse finita sarebbero tornati indietro portandole con loro. Così Aegiale si lasciò tentare da Comete e dopo aver tradito il marito al suo ritorno lo cacciò impedendogli di entrare in città (Diomede), lui fuggì verso l'Italia e lungo le coste del mare Adriatico.